# Diacantha colorata
Diacantha colorata es una especie de insecto coleóptero de la familia Chrysomelidae.
Fue descrita científicamente en 1879 por Félicien Chapuis.